# Glenn Ochal
Glenn Ochal (ur. 1 marca 1986 w Filadelfii) – amerykański wioślarz, brązowy medalista olimpijski.

## Osiągnięcia
- Mistrzostwa Świata Juniorów – Ateny 2003 – dwójka podwójna – 18. miejsce
- Mistrzostwa Świata U-23 – Amsterdam 2005 – czwórka podwójna – 12. miejsce
- Mistrzostwa Świata U-23 – Glasgow 2007 – czwórka podwójna – 16. miejsce
- Mistrzostwa Świata – Poznań 2009 – czwórka podwójna – 12. miejsce
- Mistrzostwa Świata – Hamilton 2010 – dwójka podwójna – 7. miejsce
- Mistrzostwa Świata – Bled 2011 – czwórka podwójna – 8. miejsce
- Igrzyska olimpijskie – Londyn 2012 – czwórka bez sternika – 3. miejsce